# Kežmarské Žľaby

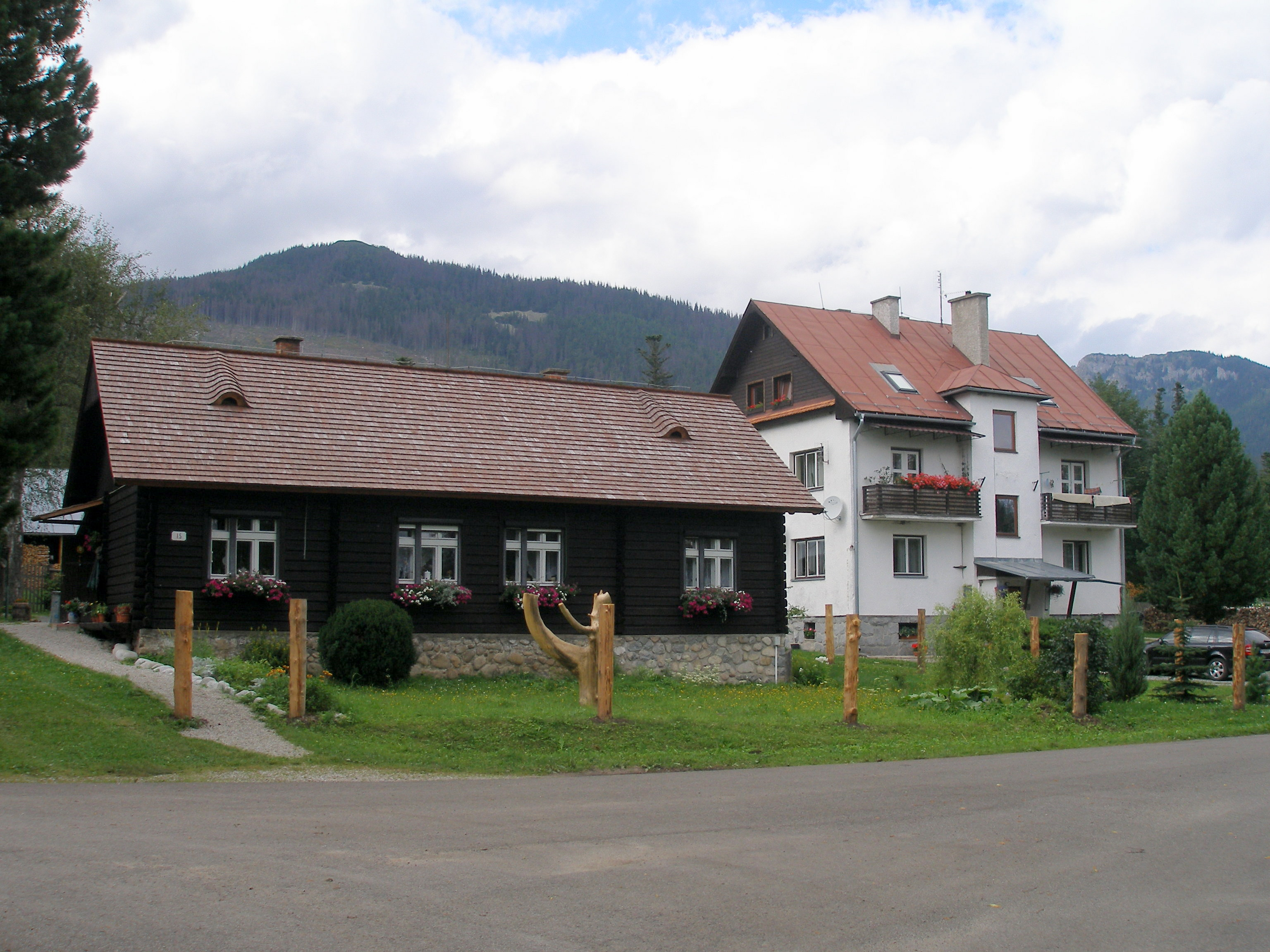
Bauwerke in Kežmarské Žľaby

Wappen von Kežmarské Žľaby

Kežmarské Žľaby (deutsch Kesmarker Tränke, ungarisch Késmárki itató) ist ein kleiner Stadtteil der Stadt Vysoké Tatry auf der slowakischen Seite der Hohen Tatra, linksseitig des Bachs Kežmarská Biela voda (deutsch Weißwasser) auf dem Weg von Tatranská Lomnica nach Ždiar. Das Ortszentrum liegt auf einer Höhe von 902 m n.m.
Der Name leitet sich von den für Rinder- und Schafzucht verwendeten Tränken auf damaligem Stadtgebiet von Kežmarok (deutsch Kesmark). 1885 (nach anderen Quellen schon 1881) errichtete hier die Stadt ein Forsthaus, das schnell zum beliebten Ausflugsziel der Stadteinwohner wurde. 1888 wurde ein Blockhaushotel mit einigen Nebengebäuden gebaut. 1933 brannte ein Teil des Ortes nieder, nach dem Zweiten Weltkrieg wurden die übriggebliebenen Bauobjekte Teil der Kinder-Erholungsstätte Dukla, zu der 1995 das Erholungsheim Crocus gebaut wurde.
Einen Kilometer nach Südwesten steht die Ortslage Biela Voda (deutsch Weißwasser), wo 1925 der Kesmarker Unternehmer Rudolf Palenčár eine Pension errichten ließ. 1948 wurde sie durch einen Brand zerstört, was die weiteren Ausbaupläne zunichtegemacht hatte. Heute ist Biela Voda nur noch Ausgangspunkt (wie Kežmarské Žľaby) für Wanderungen Richtung Tal Dolina Kežmarskej Bielej vody (deutsch Weißwassertal) oder Gebirge Belianske Tatry (deutsch Belaer Tatra), dort nämlich das Tal Dolina Siedmich prameňov (deutsch Siebenbrünnental).
In Kežmarské Žľaby befinden sich die Bushaltestellen Vysoké Tatry, Kežmarské Žľaby und Vysoké Tatry, Tatranská Lomnica, Biela Voda, ferner liegt der Ort direkt an der Cesta II. triedy 537 („Straße 2. Ordnung“), die hier als Teil des Straßenzugs Cesta Slobody (deutsch Freiheitsstraße) gilt.

## Persönlichkeiten
- Štefan Harvan (1937–2007), Skilangläufer